# En teaterdirektörs vedermödor
En teaterdirektörs vedermödor är en svensk film från 1915 i regi av Axel Engdahl och Erik "Bullen" Berglund. Duon medverkar även som skådespelare och Engdahl skrev även filmens manus.

## Om filmen
Inspelningen ägde rum i Göteborg och var ett fristående mellanspel till Engdahls sommarrevy där filmen framfördes mellan den andra och tredje akten. Premiären ägde rum 1 juni 1915 på Lorensbergsteatern.
Delar av filmen finns bevarad i Sveriges Televisions arkiv, men dessa saknar texter. Som ett resultat av detta har handlingen varit svår att fastställa.

## Rollista
- Axel Engdahl – Ajax Pättzon, teaterdirektör
- Erik "Bullen" Berglund – herre i plommonstop